# Eurytoma regiae
Eurytoma regiae är en stekelart som beskrevs av Yang 1996. Eurytoma regiae ingår i släktet Eurytoma och familjen kragglanssteklar. Inga underarter finns listade i Catalogue of Life.